# 郑州软件职业技术学院
郑州软件职业技术学院是一所位于河南省郑州市航空港区的民办营利性专科高校，校址南海大道36号。
该学院由河南高文教育咨询有限公司举办。

## 开设专业
- 物联网应用技术
- 软件技术
- 大数据技术
- 人工智能技术应用
- 信息安全技术应用